# Gallusmarkt (Grünberg)

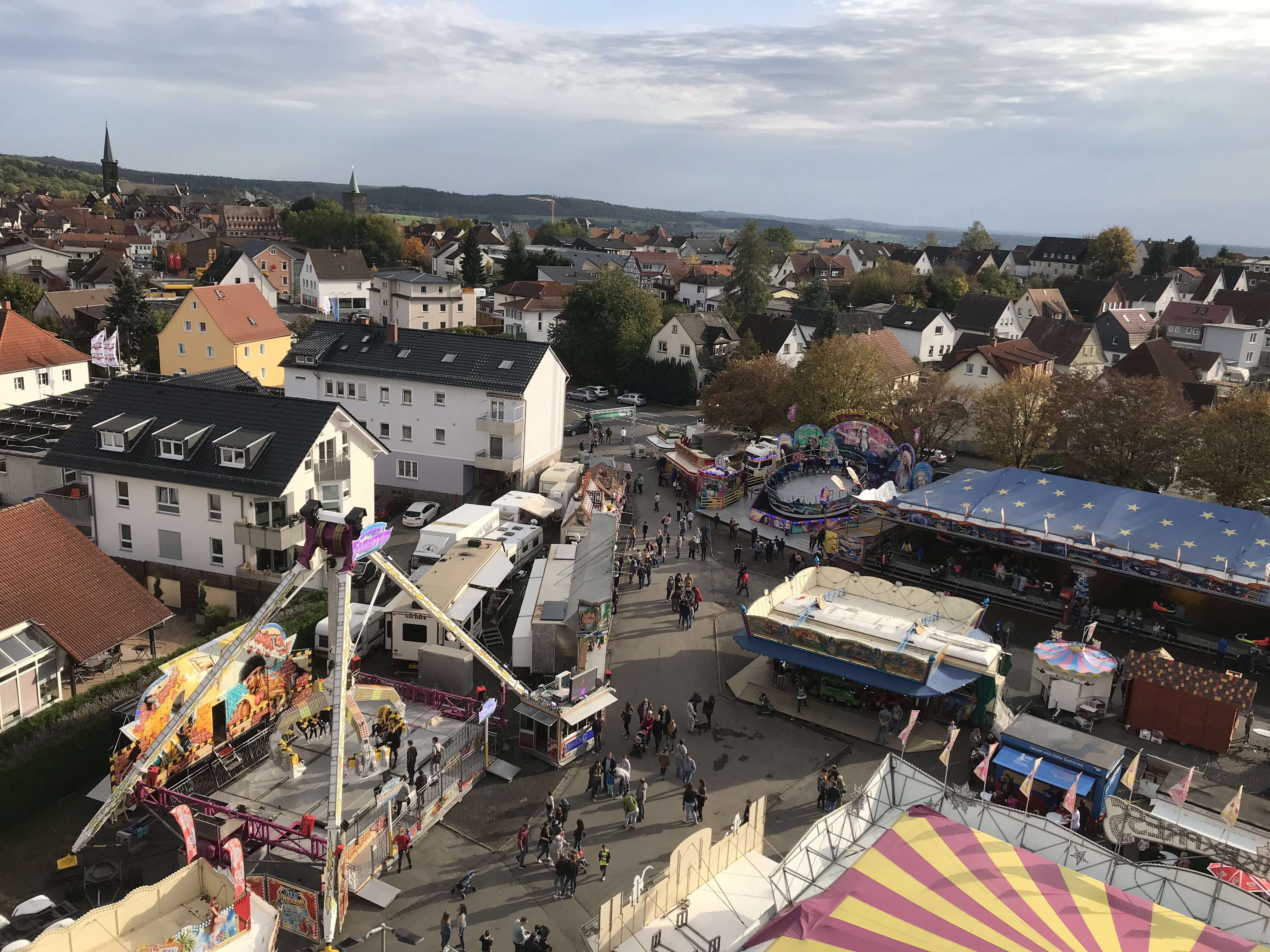
Rummelplatz Käswiese, Oktober 2019

Der Gallusmarkt in Grünberg, das „Oberhessische Oktoberfest“, ist einer der ältesten Jahrmärkte in Hessen. Benannt ist er nach dem Heiligen Gallus, dessen Namenstag am 16. Oktober gefeiert wird.

## Geschichte
1480 wurde dem damaligen Kaiser Friedrich III. durch Landgraf Heinrich von Hessen der Vorschlag unterbreitet, der Stadt Grünberg das Recht zu erteilen, einen Markt am Gallustag abzuhalten. Der römisch-deutsche Kaiser Friedrich III. erteilte daraufhin im Jahr 1481 der Stadt das Recht, am jeweiligen Tag des heiligen Papstes Kallistus I. einen Markt abzuhalten. Die kaiserliche Urkunde befindet sich heute im Museum im Spital der Stadt Grünberg.
Das Areal ist seit 1869 die Käswiese, wobei der Krämermarkt 1972 auf die Gießener Straße und die Theo-Koch-Straße verlegt wurde, da sich das zur Verfügung stehende Gelände – vor allem durch den Bau der Gallushalle und die Errichtung eines größeren Festzeltes – verkleinerte. Zuvor hat sich der Gallusmarkt wohl auf dem Marktplatz sowie später, als er an Bedeutung und Größe gewann, rechts und links der Londorfer Straße abgespielt. Dort trägt ein Flurstück die Bezeichnung Auf dem Gallusmarkt. Wegen schlechter Bodenverhältnisse wurde der Markt 1838 vorübergehend auf die befestigten Wege der Laimenkaute verlegt.
Seit 1948 ist dem Gallusmarkt eine moderne Viehauktion angeschlossen. Bereits im Mittelalter wurde Vieh versteigert, im 19. Jahrhundert wurden dann nur Maschinen und Gerätschaften für die Landwirtschaft gezeigt, heute hat sich der Gallusmarkt zu einer allgemeinen Gewerbeschau für Landmaschinen und Viehzucht entwickelt. 2010 wurde aufgrund Veränderungen in der Landwirtschaft der Rindviehmarkt aus dem Programm genommen. Stattdessen fand eine Tierpräsentation statt. Beide Veranstaltungen sollen zukünftig im zweijährigen Wechsel abgehalten werden.
Alljährlicher Höhepunkt des Marktes ist die 1951 eingeführte Original Grünberger Wurzelbürger-Bürsterei während des traditionellen Frühschoppens. Hierbei werden Zugezogene, welche sich ehrenamtlich für ihre Wahlheimat verdient gemacht haben, nach Absolvieren einer Mundartprobe in den Kreis der Grünberger aufgenommen. Im Anschluss singen die Anwesenden im Festzelt das Gallusmarktlied von Dr. Karl Stein – 1885 in Grünberg geboren – nach der Melodie von O alte Burschenherrlichkeit.
Seit 1972 findet parallel zum Gallusmarkt die Oberhessische Kunstausstellung in den Räumen des historischen Barfüßerklosters statt.

### Gallusmarktkommission
Gemeinsam mit der Stadt Grünberg ist die 1926 gegründete Gallusmarktkommission für die Programmgestaltung und den Ablauf sowie für die Bestückung des Rummelplatzes und die Vergabe an einen Festwirt verantwortlich. Die Kommission gliedert sich in verschiedene Unterausschüsse: den Kunstausschuss, die Grimmicher Bobbekist (ehemals Kinderfestausschuss) und den Bürstausschuss.

### Grimmicher Märtfraa
1974 wurde die Grimmicher Märtfraa (Grünberger Marktfrau) als Symbol des Marktes kreiert. Die Wahl trifft ein Gremium, welches sich aus dem Frühschoppen-Ausschuss der Gallusmarktkommission bildet. Im Wechsel wird eine Geschäftsfrau oder eine Private zur Marktfrau berufen, die – neben dem Repräsentieren des Marktes und der Stadt Grünberg bei festlichen Anlässen – mit Sitz und Stimme in der Kommission mitarbeitet.
Die Marktfrauen:
| - Mechthild Jahr (1974) - Ingrid Pracht (1975) - Gertrud Schmierer (1976) - Marlies Feldmann (1977) - Carola Möll (1978) - Inge Daubert (1979) - Brigitte Scheuermann (1980) - Gerlinde Röhm (1981) - Hilda Peppler (1982) - Marianne Kuntzemüller (1983) - Marianne Holmelin (1984) - Gisela Christ (1985) | - Irmgard Gans (1986) - Christa Möbus (1987) - Marita Riedmann (1988) - Gisela Friedrich (1989) - Cornelia Schäfer (1990) - Hiltrud Lenz (1991) - Christel Amend (1992) - Gretel Keil (1993) - Susanne Kreuder (1994) - Evelyn Schmadel (1995) - Angelika Halbich (1996–1998) - Ilka Schäfer (1998–2000) | - Christiane Heinisch (2000–2002) - Heike Siek (2002–2004) - Sigrun Horst (2004–2006) - Ulrike Schlüter (2006–2008) - Doris Vogler-Hahn (2008–2010) - Heike Leise (2010–2012) - Claudia Exner (2012–2014) - Susanne Gerdewitz (2014–2016) - Antje Wenzel (2016–2018) - Andrea Strauch (2018–2022) - Inga Christ (seit 2022) |

Ehrenmarktfrauen sind Colette Berger und Heidrun Lippert.
Erkennungszeichen der Grimmicher Märtfraan sind das im immer gleichen blauen Stoff gehaltene Kleid, der Korb mit dem darin enthaltenen Grünberger Löffeltrunk Schusterpech, samt zugehörigen Zinnlöffel, ein goldenes Herz sowie ein individuell beschrifteter und von Hand bemalter großer Löffel.

## Gallusmarkt aktuell
Der 543. Grünberg Gallusmarkt fand vom 14. bis 22. Oktober 2023 statt.

Zur bereits am 6. Oktober 2023 eröffneten 52. Oberhessischen Kunstausstellung präsentierten Künstlerinnen und Künstler im Barfüßerkloster ihre Exponate.

Der Krämermarkt mit über 200 Ständen fand am 18. und 19. Oktober 2023 statt.

Der 544. Grünberger Gallusmarkt wird vom 12. bis zum 20. Oktober 2024 stattfinden.

### Programm
Die Gallmärtsdäppler, wie im Volksmund die Besucher des Gallusmarktes genannt werden, erwartet jährlich ein traditionelles Programm, worunter sich aber auch neue Veranstaltungen mischen. Zu den festen Terminen gehören unter anderen:
| Wochentag    | Veranstaltungen |
| ------------ | --- |
| Samstag (I)  | Eröffnung des Rummelplatzes durch die Grimmicher Märtfraa traditioneller Bockbierabend                                                                                   |
| Sonntag (I)  | Teckelschau Verkaufsoffener Sonntag Rummelplatz Kinderflohmarkt |
| Montag       | Ruhetag |
| Dienstag     | Rummelplatz Laternenumzug Verlesung der Markturkunde offizielle Eröffnung des Marktes durch den Bürgermeister Kneipenbummel bei Aufhebung der Sperrstunde Höhenfeuerwerk |
| Mittwoch     | Krämermarkt Rummelplatz |
| Donnerstag   | Krämermarkt traditioneller Frühschoppen mit Original Grünberger Wurzelbürger-Bürsterei Rummelplatz                                                                       |
| Freitag      | Rummelplatz Festzelt-Partystimmung |
| Samstag (II) | Rummelplatz mit Familientag Kinderfest |
| Sonntag (II) | Aus Töpfen und Herden Fuchsjagd und Fuchsschwanzgreifen Rummelplatz Preisverleihung an die Teilnehmer der oberhessischen Kunstausstellung                                |

### Ausblick
Im Jahr 2030 ist zum 550. Jahrestag des Gallusmarktes eine große Jubiläumsveranstaltung geplant, zu der auch Mitwirkende, Trachtengruppen mit Trachten aus St. Galler Stickerei und Aussteller vom Gallimarkt (Leer), vom Gallimarkt (Mainburg), vom St. Galler Kinderfest und von den St. Galler Festspielen eingeladen werden. Dabei soll der Gallusmarkt auf zehn Tage erweitert werden und mit einem historischen Viehtrieb von Schotten durch Laubach über Wetterfeld und Münster entlang der alten Handelsstraße, den Kurzen Hessen bis nach Grünberg eröffnet werden.